# Сулета Анхель, Эдуардо
Эдуа́рдо Суле́та А́нхель (исп. Eduardo Zuleta Ángel; 12 сентября 1899, Барселона, Испания — 12 сентября 1973, Майами, США) — колумбийский государственный деятель, в разное время государственный министр, министр образования, министр национальной обороны и министр иностранных дел. Также известен как юрист и историк.

## Биография
Родился в семье известного колумбийского политика, бывшего посла в Венесуэле. 
За свою карьеру в качестве политика занимал важные посты в консервативном правительстве Мариано Оспины Переса.
- Министр образования — 9 февраля – 15 ноября 1947 года
- Государственный министр — 21 марта – 10 апреля 1948 года
- Министр национальной обороны — 9 – 21 мая 1949 года
- Министр иностранных дел — 21 мая – 26 сентября 1949 года
- Посол в США — 26 сентября 1949 года – 5 июня 1951 года

В разное время был также министром юстиции, послом в Перу и Италии. Возглавлял миссии Колумбии при ООН и Организации американских государств.
Сохранил должность посла в США при администрации Лауреано Гомеса Кастро, тогда же был назначен председателем Подготовительной комиссии Первой Генеральной Ассамблеи Организации Объединенных Наций   .
Вошёл в историю, как открывший 10 января 1946 года в Лондоне самое 
первое заседание ООН. В своей вступительной речи он, в частности, сказал:

Те пять великих держав, которые согласно статьям 24 и 27 Устава и силою вещей будут нести главную ответственность за поддержание мира и безопасности, поставят на службу организации не только военную и экономическую мощь, но также нечто более важное: добрую волю, презрение к интригам и хитростям, а также дух сотрудничества, необходимый для поддержания согласия, на котором основана вся наша организация…
…Другие страны, подписав Устав, уже сделали свой взнос в наше общее дело. Они пожертвовали значительной частью своего самого священного и самого драгоценного блага, а именно частью своего суверенитета. Они принесли эту жертву с глубоким волнением, но без колебаний и с уверенностью, что это необходимо для наступления новой эпохи, когда коллективная безопасность будет обеспечена при помощи надлежащих и действительных средств, когда всякая агрессия будет беспощадно подавляться.
— Коммерсантъ-Власть 17-23 февраля 2003
Был профессором и ректором Университета Анд в 1952–1953 годах.
Выдающийся юрист, он был деканом юридического факультета Национального университета и судьёй Верховного Суда Колумбии.
Автор 34-х печатных работ.
Умер в 1973 году в Майами (США) от кровоизлияния в мозг.

## Основные статьи и труды
- Он назвал Венесуэльский залив. Impr., Italgraf., 1971 - 153 с.
- Президент Лопес. Albon-Interprint, 1968 - 191 с. ISBN 9589510817, ISBN 978-9589510810.
- Приобретенные права: физическими и юридическими лицами, которые в соответствии с законами #120 1919 года, №14 1923 года и №72 /1925 года/ провели поверхностные геологические исследования, направленные на обнаружение структур, способствующих накоплению углеводородов, и были сформулированы перед правительством, с полнотой требований и правовых условий, предложений или жалоб на разработку нефтяных месторождений, принадлежащих государству: вклад в изучение предлагаемого углеводородного кодекса. Editorial de Cromos - 119 с.
- Президент Лопес Пумарехо. Ediciones Gamma, 1986 - 347 с. ISBN 9589510809, ISBN 9789589510803.
- План Зулеты по связям с общественностью. Unión Panamericana, 1955 - 30 с.
- Статус кредитов…. Editorial Cromos - 52 с.
- Приобретенные права: вклад в изучение проектируемого углеводородного кодекса. Cromos - 118 с.
- Эдуардо Зулета. Cosmos, 1938 - 157 с.
- Расторжение договоров в связи с огромными повреждениями земель национального парка: защита национальных интересов в судебном процессе против государства. Эдуардо Зулета Анхель в качестве агента Хосе Альберто Мальдонадо и других (В соавторстве с Эрнаном Копете и Хосе Альберто Мальдонадо) Impr. Nacional, 1939 - 93 с.
- Правосудие при диктатуре. Antares, 1958 - 15 с.
- Старые и новые документы. Tipografía Vargas, 1929 - 204 с.
- Программа межамериканских связей с общественностью. Pan American Union, 1954 - 54 с.